# Stemma della Repubblica Popolare Cinese
Lo stemma della Repubblica Popolare Cinese (in cinese: 中华人民共和国国徽S, Zhōnghuá Rénmín Gònghéguó guóhuīP) è costituito dalla Porta Tiananmen, l'ingresso principale da piazza Tiananmen alla Città proibita a Pechino, e, sopra al cancello, cinque stelle a cinque punte, il tutto posto in un campo rosso circolare circondato da spighe di riso e, in basso, da una ruota dentata.
L'emblema fu disegnato da Liang Sicheng, un famoso architetto, in occasione di una competizione tenutasi in occasione della fondazione della Repubblica Popolare Cinese; lo stemma, con evidenti influssi simbolici sovietici, fu scelto come stemma nazionale dal Governo Centrale del Popolo il 20 settembre 1950.
Secondo l'interpretazione ufficiale, lo stemma si richiama alla bandiera cinese; il significato dei simboli è:
(China Yearbook 2004)
Un'interpretazione del significato delle cinque stelle le vuole ad indicare le cinque etnie principali che costituiscono il popolo cinese, un'altra le quattro classi sociali e il Partito. Le spighe di grano rimandano alla filosofia maoista della rivoluzione agricola, mentre la ruota dentata rappresenta i lavoratori industriali.
L'insieme di questi elementi simboleggia le lotte rivoluzionarie del popolo cinese, a partire dal Movimento del 4 maggio 1919, e la coalizione dei proletari che riuscirono a fondare la Repubblica Popolare Cinese.

## Emblemi storici
| - Sigillo imperiale della Dinastia Qing. - Emblema della Repubblica di Cina (1912–1927) e dell'Impero di Cina (1915–1916). - Emblema della Repubblica di Cina (1928) e primo emblema della Repubblica Popolare Cinese (1949-1950). - Emblema della Repubblica Sovietica Cinese (1931–1937). - Sigillo imperiale del Manciukuò (1932–1945). - Emblema della Repubblica di Nanchino (1940–1945). |